# Tryk på
"Tryk på" er en sang af den danske gruppe Shu-bi-dua, der blev udgivet i 1976 på deres tredje album, Shu-bi-dua 3. Melodien er taget fra Elvis Presleys hit "Rock-A-Hula Baby", og teksten handler om avissladder og hvad der ellers kan læses om i den såkaldte boulevardpresse.

## Udgivelsen
Nummeret udkom som LP-single i 1976 og havde "Nam nam" som B-side. "Tryk på" har været spillet gentagende gange af Shu-bi-dua ved koncerter gennem årene.
Benny Andersen og Poul Dissings Svantes lykkelige dag bliver givetvis refereret med "og når kaffen er klar".
Andersen og Dissings sang var fra Svantes viser der var udgivet et par år før Tryk på.

## Medvirkende
- Michael Bundesen: Sang
- Michael Hardinger: Guitar, kor
- Claus Asmussen: Guitar, kor
- Jens Tage Nielsen: Klaver, el-orgel, kor
- Bosse Hall Christensen: trommer
- Niels Grønbech: Bas